# Lijst van beelden in Molenlanden
Dit is een (onvolledige) lijst van beelden in Molenlanden. Onder een beeld wordt hier verstaan elk driedimensionaal kunstwerk in de openbare ruimte van de Nederlandse gemeente Molenlanden, waarbij beeld wordt gebruikt als verzamelbegrip voor sculpturen, standbeelden, installaties, gedenktekens en overige beeldhouwwerken. 
| Geplaatst                | Omschrijving                                           | Kunstenaar              | Straat                                     | Plaats           | Materiaal         | Afbeelding |
| ------------------------ | ------------------------------------------------------ | ----------------------- | ------------------------------------------ | ---------------- | ----------------- | ---------- |
| 1941, uitgebreid in 1998 | Monument aan de Berkenlaan                             | Steenhouwerij De Groot  | Berkenlaan                                 | Schelluinen      | natuursteen       |            |
| 1946                     | Monument op Algemene begraafplaats                     |                         | Kerkstraat                                 | Noordeloos       |                   |            |
| 1946                     | Oorlogsmonument                                        |                         | Noordzijde                                 | Oud-Alblas       |                   |            |
| 1974/2010                | Naar opa en oma                                        | Marcus Ravenswaaij      | Dokter H. de Vriesplein                    | Arkel            |                   |            |
| 1981                     | Dirk IV                                                | Marcus Ravenswaaij      | Dirk IV plein                              | Hoornaar         |                   |            |
| 1982                     | De Overstap                                            | Marcus Ravenswaaij      | Kerkweg 10 (school)                        | Brandwijk        |                   |            |
| 1983                     | Hen met kuikens                                        | Roel Bendijk            | Gebr. Potstraat bij 2                      | Nieuw-Lekkerland | brons             |            |
| 1984                     | Riolering monument                                     | Marcus Ravenswaaij      | Graafdijk-Oost / Damseweg                  | Molenwaard       |                   |            |
| 1985                     | Melkmeisje                                             | Marcus Ravenswaaij      | Burg. Brouwerstraat                        | Molenwaard       |                   |            |
| 1986                     | Het blussen van een brand                              | Marcus Ravenswaaij      | Dorpsweg                                   | Hoogblokland     |                   |            |
| 1989                     | Monument op Plein 983                                  | Marcus Ravenswaaij      | Plein 983                                  | Arkel            |                   |            |
| 1989                     | Schippersjongen                                        | Evert den Hartog        | Buitenhaven                                | Nieuwpoort       |                   |            |
| 1995                     | Oorlogsmonument                                        | H. Harrewijn            |                                            | Giessenburg      |                   |            |
| 1997                     | Oorlogsmonument                                        |                         | Voorstraat 88                              | Groot-Ammers     |                   |            |
| 1999                     | Avancement                                             | JeanMarianne Bremers    | Damseweg (alg. begraafplaats)              | Giessen-Oudek    |                   |            |
| 1999                     | Bokspringende kinderen                                 | Jaap Hartman            | Dr. van Linden-Tolstraat 1                 | Schelluinen      |                   |            |
| 2002                     | Vredesmonument                                         | Inez Oerlemans-Hegeman  | Ooievaar, park                             | Nieuw-Lekkerland |                   |            |
| 2002                     | Maarten W. Schakel                                     | Marcus Ravenswaaij      | Kerkstraat                                 | Giessenlanden    |                   |            |
| 2006                     | Jong en oud onder één dak gedragen door de samenleving |                         | Koekoekspad 1 (Hist. Museum)               | Bleskensgraaf    |                   |            |
| 2007                     | Mosquito-monument                                      | T. van Kooten           | Koekoekspad                                | Bleskensgraaf    |                   |            |
| 2008                     | Willem Aantjes                                         | Dennis J. Coenraad      | Dorpsstraat 10                             | Molenwaard       |                   |            |
| 2015                     | Vliegeniersmonument                                    | Paul Pallandt           | Van Brederodestraat 1 (bij)                | Giessenburg      |                   |            |
| 2018                     | Mission Belle Memorial                                 | Den Hollandsche in Elst | Lekdijk bij 26                             | Nieuw Lekkerland |                   |            |
| 2021                     | Ik ben mij                                             | Saskia Fluks            | Johan de Kreijstraat 2, (CBS De Hoeksteen) | Giesenburg       | cortenstaal       |            |
| 2021                     | Oeps                                                   | Saskia Fluks            | Park DoetActief, (vijver)                  | Giesenburg       |                   |            |
|                          | Boer met zeis                                          | Marcus Ravenswaaij      | Prins Clausstraat                          | Molenwaard       |                   |            |
|                          | Britse oorlogsgraven                                   |                         | Graveland                                  | Molenaarsgraaf   |                   |            |
|                          | Gedenkbank Evacuatie 1940                              |                         | Fortuijnplein                              | Molenwaard       |                   |            |
|                          | Gedenkmonument                                         |                         | Zuidzijde                                  | Molenwaard       |                   |            |
|                          | Knikkerende meisjes                                    | Evert den Hartog        | Fortuijnplein                              | Molenwaard       |                   |            |
|                          | Nederlands oorlogsgraf                                 |                         | Brandwijksedijk                            | Brandwijk        |                   |            |
|                          | Nederlands oorlogsgraf                                 |                         | Kerkstraat                                 | Noordeloos       |                   |            |
|                          | Oorlogsmonument                                        |                         | Kerkstraat 8                               | Bleskensgraaf    |                   |            |
|                          | Twee kinderen op een bankje                            |                         | Schoolstraat 20 (school)                   | Molenwaard       |                   |            |
|                          | Monument op Algemene begraafplaats                     |                         |                                            | Hoornaar         |                   |            |
|                          | Twee Embryo's                                          | Roel Bendijk            | Hoogstraat 34                              | Nieuwpoort       | Keramiek en staal |            |